# Glaréole orientale
Glareola maldivarum
Espèce
Statut de conservation UICN

 LC  : Préoccupation mineure
La Glaréole orientale (Glareola maldivarum) est une espèce d'oiseaux limicoles de la famille des Glareolidae.
Son aire s'étend à travers le continent asiatique, de manière dissoute du sud du Pakistan au Sri Lanka, puis dans l'Est de la Chine, en Manchourie, en Indochine et aux Philippines ; elle hiverne à travers l'écozone indomalaise et l'Ouest de l'Australasie.